# Смоляное Чучелко
Смоляное Чучелко (англ. Tar-Baby) — персонаж из «Сказок дядюшки Римуса» американского писателя Джоэля Чандлера Харриса, опубликованных в 1881 году; представляет собой куклу, созданную из смолы и скипидара с целью поимки Братца Кролика. Чем сильнее Братец Кролик бьёт Чучелко, тем сильнее прилипает к нему, оказываясь тем самым в ловушке.
В современном английском языке термин «Tar-Baby» используется для обозначения проблемной ситуации, которая лишь усугубляется, если ты её не бросаешь.
...that is only aggravated by additional involvement with it".

## История в «Сказках дядюшки Римуса»
В одной из историй рассказывается о том, как Братец Лис делает из смеси смолы и скипидара чёрную куклу, одевает её в одежду и сажает около обочины, планируя использовать эту куклу для поимки Братца Кролика. Проходящий мимо Братец Кролик вначале приветствует ее (не понимая, что это кукла), но не получает ответа. Приняв отсутствие ответа со стороны куклы за невоспитанность и оскорбившись, Братец Кролик ударяет ее и прилипает к ней. Он продолжает яростно бить куклу, но чем сильнее бьёт, тем больше увязает в ней.
Когда Братец Кролик застревает в кукле окончательно, из засады появляется Братец Лис, и начинает обдумывать, как прикончить Братца Кролика. Беспомощный, но хитрый Братец Кролик умоляет Братца Лиса делать с ним что угодно, но только не бросать его в терновый куст, чем в итоге убеждает последнего сделать именно это. Поскольку терновый куст является родным домом для Братца Кролика, тому в конце концов удаётся успешно сбежать от Братца Лиса.

## Происхождение
Вариации сказок на темы Смоляного Чучелка встречаются во многих культурах: в статье 1943 года, опубликованной в журнале «Journal of American Folklore», исследователь Аурелио Эспиноса приводит 267 различных вариантов этой детской истории. Спустя год Арчер Тейлор дополнил список таких историй сказками из различных стран, утверждая, что история как таковая имеет индийское или иранское происхождение. Эспиноса впоследствии опубликовал документацию по историям о Смоляном Чучелке, существующих у разных народов мира.
Очень похожие истории существуют в фольклоре Западной Африки и фольклоре чернокожих жителей Ямайки. В первом случае герой западноафриканских сказок Ананси делает деревянную куклу и затем покрывает её смолой и ставит ей на колени чашку с ямсом, делая это с целью поимки феи. В ямайской версии, в отличие от африканской, жертвой подобной куклы оказывается сам Ананси, а куклу делает старший сын миссис Ананси, стремясь отомстить Ананси за то, что тот притворился мёртвым, чтобы украсть их горох. В испаноязычной версии сказки, распространённой в горных районах Колумбии, безымянный кролик становится жертвой «Muñeco de Brea» (смоляной куклы). Образ Смоляного Чучелка присутствует и в мифах многих индейских народов Центральной и Южной Америки. Исследователь Джеймс Муни в своей книге «Мифы чероки» предполагает, что сказка имеет свои корни в мифологии индейцев-чероки, а её африканское происхождение рассматривает как маловероятное.

## Расистская интерпретация
Хотя происхождение словосочетания «Смоляное чучелко» связано с африканским (или индейским) фольклором, сам данный термин иногда используется в качестве уничижительного прозвища афроамериканцев и вообще чернокожих жителей Америки. Оксфордский словарь английского языка формально определяет значение словосочетания «Tar-Baby» как «трудная задача, которая лишь усугубляется при попытках её решить», однако версия этого словаря, доступная только для подписчиков, содержит пояснение и другого значения — «уничижительный термин для обозначения чернокожих (в США) или маори (в Новой Зеландии)».
Некоторые американские политики, в том числе Джон Керри, Джон Маккейн, Мишель Бахман, Митт Ромни, подвергались критике со стороны активистов защиты гражданских прав за употребление данного термина. Автор статьи в The New Republic считает, что значительная часть людей, употребляющих данный термин, даже не догадывается о его расистском значении.